# 小林将天
小林 将天（こばやし まさたか、2005年9月20日 - ）は、東京都出身のプロサッカー選手。Jリーグ・FC東京所属。ポジションはゴールキーパー。

## 略歴
東京都出身で荻小SCを経て、FC東京の下部組織に入団。U-15むさしではクラブユース選手権3位に貢献し、U-18でのクラブユース選手権では準優勝に貢献した。
2023年9月24日、2024年からのトップチーム加入内定が発表された。

## 所属クラブ
- 荻小SC
- FC東京U-15むさし
- FC東京U-18
  - 2023年  FC東京（2種登録選手 ）
- 2024年 -  FC東京

## 個人成績
| 国内大会個人成績 | 国内大会個人成績 | 国内大会個人成績 | 国内大会個人成績 | 国内大会個人成績 | 国内大会個人成績 | 国内大会個人成績 | 国内大会個人成績 | 国内大会個人成績 | 国内大会個人成績 | 国内大会個人成績 | 国内大会個人成績 |
| 年度             | クラブ           | 背番号           | リーグ           | リーグ戦         | リーグ戦         | リーグ杯         | リーグ杯         | オープン杯       | オープン杯       | 期間通算         | 期間通算         |
| 年度             | クラブ           | 背番号           | リーグ           | 出場             | 得点             | 出場             | 得点             | 出場             | 得点             | 出場             | 得点             |
| 日本             | 日本             | 日本             | 日本             | リーグ戦         | リーグ戦         | リーグ杯         | リーグ杯         | 天皇杯           | 天皇杯           | 期間通算         | 期間通算         |
| ---------------- | ---------------- | ---------------- | ---------------- | ---------------- | ---------------- | ---------------- | ---------------- | ---------------- | ---------------- | ---------------- | ---------------- |
| 2024             | FC東京           | 31               | J1               | 0                | 0                | 0                | 0                | 0                | 0                | 0                | 0                |
| 2025             | FC東京           | 31               | J1               |                  |                  |                  |                  |                  |                  |                  |                  |
| 通算             | 日本             | 日本             | J1               | 0                | 0                | 0                | 0                | 0                | 0                | 0                | 0                |
| 総通算           | 総通算           | 総通算           | 総通算           | 0                | 0                | 0                | 0                | 0                | 0                | 0                | 0                |

## 代表歴
- U-17日本代表
  - J-VILLAGE CUP（2022年）
  - 平和祈念広島国際ユースサッカー（2022年）
  - クロアチア遠征（2022年）
- U-18日本代表
  - SBSカップ 国際ユースサッカー（2023年）
- U-19日本代表
  - 2023モーレスリベロトーナメント（英語版）（2023年）
- U-20日本代表
  - 2025モーレスリベロトーナメント（英語版）（2025年）
- U-22日本代表
  - ウズベキスタン遠征（2025年）